# 田中宝紀
田中宝紀（たなか いき、1979年3月21日 - ）は2010年より特定非営利法人青少年自立援助センター定住外国人支援事業部責任者を務める。

## 経歴
1979年東京都で生まれる。
小中学校時代にいじめを経験したことから、父親の勧めで16歳（高校一年生終了時）のときフィリピンのハイスクールに単身で留学する。帰国後、フリーターやパフォーマンス集団メンバーを経て20歳でセブ島へ移住。現地語であるセブアノ語（ビサヤ語）を学び、通訳や翻訳などに携わる中で国際協力への関心が高まり、大学で学ぶため、日本にて高卒程度認定試験を受験し合格。24歳で亜細亜大学国際関係学部国際関係学科に入学。大学時代に友人らと立ち上げたフィリピンの子ども支援NGOを経て、2010年より現職に就く。
「多様性が豊かさとなる未来」を目標に、海外にルーツを持つ子どもたちの専門的日本語教育を支援する『YSCグローバル・スクール』を運営する他、日本語を母語としない若者の自立就労支援に取り組む。
2016年よりYahoo!個人オーサーとして記事を寄稿。2022年文部科学省日本ユネスコ国内委員会委員。
現在までに40ヵ国、1,000名を超える子ども・若者を支援。日本語や文化の壁、いじめ、貧困など、子どもや若者が直面する課題を社会化するために、SNS他での積極的な情報発信を行っている
2019年度、文科省「外国人児童生徒等の教育の充実に関する有職者会議」委員。。

## 出演

### ウェブ番組
- ポリタスTV（YouTube、2021年12月2日）